# 竇泰
竇泰（500年—537年2月12日），字宁世，太安郡捍殊县（今山西省晋中市寿阳县）人，本姓紇豆陵，北魏、东魏官员。

## 生平
竇泰弓馬嫻熟，智勇兼備，有將帥之才。竇泰的父親和兄長都戰死在軍鎮，於是他背著父兄的骸骨投奔爾朱榮，跟随讨伐邢杲，出任辅国将军、骁骑将军，封广阿县开国子，食邑三百户。高欢出任晋州刺史时，请窦泰出任镇城都督，参谋军事。窦泰跟随高欢在信都起兵，封广阿县伯，在韩陵之战击败尔朱氏联军。等到高欢进入洛阳，窦泰因为参与谋划，出任车骑大将军、仪同三司。魏孝武帝元修登基，窦泰进爵为广阿县开国公。尔朱兆战败后退守秀容，分兵防守险要之地。高欢每次声言要去讨伐尔朱兆，出兵后又停止，如此至少四次。高欢揣摩尔朱兆必定在新年的第一天聚会饮酒，派遣窦泰率领精锐骑兵作为前锋，一日一夜奔袭五百里。尔朱兆的将士因为饮酒而松懈，忽然见到窦泰的军队，所有人都是挫伤锐气。高歡軍襲破爾朱兆於秀榮城，爾朱兆僅率張亮等數騎逃至赤谼嶺，命張亮及侍衛陈山提斬己首投降，左右不忍。遂殺所乘白馬，自縊於樹，張亮伏屍痛哭，余部降高歡。
東魏天平三年十二月，高歡伐宇文泰，兵分三路，大都督竇泰攻潼關，以司徒高敖曹領兵攻上洛（今商州），高歡親領兵自晉陽趨蒲坂（今山西永濟西南）。天平四年（537年）正月，高歡率領的東魏軍在黃河造浮橋。正月十七日宇文泰以輕銳潛出小關（今陝西潼關南禁谷），竇泰得知西魏軍突然逼近，急忙領兵自風陵渡（今陝西潼關對岸渡口）渡過黃河，此時西魏軍已進至馬牧澤（今陝西潼關北），未及停息，即向竇泰軍發起猛攻，大敗之，竇泰于天平四年正月十七日（537年2月12日）在弘农自杀，虚岁三十八，东魏朝廷赠予使持节、侍中、太师、大司马、太尉公、录尚书事、都督冀定并恒瀛五州诸军事、定州刺史，开国公如故，谥号武贞。同年十月，西魏将窦泰的首级还给东魏。北齐建国后，齐文宣帝高洋于天保元年六月壬午（550年7月3日）诏令，已故御史中尉窦泰等人辅佐先帝，协助治理皇室基业，有的不幸早年去世，有的以身殉职，可以派遣使者到墓地进行祭奠，并安抚慰问他们的妻子儿女，安慰兼及活着或死去的人。北齐天保六年岁在乙亥二月壬子朔九日庚申（555年3月17日）改葬于邺城西二十里。皇建元年十一月庚申（560年12月15日），齐孝昭帝高演诏令将窦泰等十二人合祭于高欢的宗庙之中。

## 家庭

### 祖父
- 窦罗，北魏统万镇将

### 父親
- 窦乐，北魏追赠司徒

### 夫人
- 娄黑女，北魏平北将军娄提孙女，司徒、太原王娄内干之女，封顿丘郡君，加封顿丘郡长君，天保五年三月丁亥朔二十四日庚戌（554年5月11日）去世，虚岁五十九，天保六年二月壬子朔九日庚申（555年3月17日）与武贞公窦泰合葬[1]

### 子女
- 窦某某，长子，早亡[8]
- 窦孝敬，字孝敬，次子，北齐仪同三司、□兖州刺史、广阿县公[8]，娶河南陆氏，中书监、开府、东郡文宣公陆子彰之女[1]
- 窦奉高，名孝山，字奉高，第三子，北齐使持节、都督、征西将军、幽州诸军事、仪同三司、幽州刺史、太府卿[8]
- 窦孝渊，字周陁，员外散骑侍郎[8]
- 窦毗□□，长女，孀居[8]
- 窦康□，次女[8]
- 窦钟□，三女，嫁河南宇文昌[8]
- 窦文殊，四女[8]

## 延伸阅读
[在维基数据编辑]
 在维基文库阅读此作者作品
 《北齊書·卷15》，出自李百药《北齊書》
 《北史·卷054》，出自李延壽《北史》